# Hubbardia belkini
Espèce
Synonymes
- Trithyreus belkini McDonald & Hogue, 1957

Hubbardia belkini est une espèce de schizomides de la famille des Hubbardiidae.

## Distribution
Cette espèce est endémique de Californie aux États-Unis,. Elle se rencontre dans les comtés de Los Angeles, de Ventura, de Santa Barbara et de San Luis Obispo.

## Description
Le mâle holotype mesure 5,50 mm et la femelle paratype 5,30 mm.

## Étymologie
Cette espèce est nommée en l'honneur de John N. Belkin.

## Publication originale
- McDonald & Hogue, 1957 : A new Trithyreus from Southern California (Pedipalpida, Schizomidae). American Museum Novitates, no 1834, p. 1-7 (texte intégral).